# Ravine Tortues
Die Ravine Tortues ist ein Zufluss des Pagua River im Osten von Dominica im Parish Saint David.

## Geographie
Die Ravine Tortues entspringt am nördlichsten Ausläufer des Morne La Source auf ca. 240 m über dem Meer und fließt in einem Nordbogen nach Westen. Sie mündet bereits nach ca. 1,4 km bei Lagli von rechts und Osten in den Pagua River.
Die Quelle entspringt im selben Grundwasserleiter wie Salibia River (Ste. Marie River) und River Gaulette (Kusarakua), die jedoch nach Osten ablaufen und direkt in den Atlantik münden.